# Freaked: La disparatada parada de los monstruos
Freaked (Freaked: La disparatada parada de los monstruos   en España y Freaked  en Hispanoamérica) es una película de fantasía estrenada el 1 de octubre de 1993 en Estados Unidos, dirigida por Tom Stern y Alex Winter.

## Sinopsis
El ambicioso Ricky Coogan (Alex Winter) es contratado por la empresa ESS Corporation para promocionar el Grotex 24, un tóxico biogenético. En un principio se niega debido a las mutaciones que ha provocado en Estados Unidos y Europa. No obstante, finalmente es convencido con cinco millones de dólares, que lo hacen cambiar de opinión. 
Para realizar la promoción es enviado a la República de Santa Flan en Sudamérica. En medio del viaje, Coogan se encuentra con Elijah Skuggs, un magnate de Texas que realiza experimentos con el tóxico. Ricky es convertido en un mutante, un hombre mitad bestia-mitad humano. 
Elijah utiliza a los mutantes en su circo, pero Coogan pronto los liderará para hacerlos libres y detenerlo antes de convertir en mutantes a toda la humanidad.

## Argumento
Skye Daley entrevista a la ex estrella infantil Ricky Coogin, quien relata una extraña historia que comenzó cuando aceptó un patrocinio de la cuestionable corporación Everything Except Shoes para promocionar un fertilizante llamado "Zygrot 24". Aunque inicialmente dudó, el director ejecutivo de la corporación logró convencerlo con una gran suma de dinero, y Ricky y su amigo Ernie emprenden un viaje a un pueblo sudamericano llamado Santa Flan. Durante el vuelo, Ricky se encuentra con un niño fan de 10 años llamado Stuey Gluck que le ruega que no promocione el fertilizante, pero un accidente lo lleva a caer del avión y aterrizar en una granja.
Al llegar a Santa Flan, Ricky y Ernie se encuentran con un grupo de ambientalistas que protestan contra Zygrot, y Ricky se enamora de la voluble ambientalista Julie. Ricky se hace pasar por una víctima de accidente y la engaña para que los acompañe a él y a Ernie en un viaje de protesta, pero su verdadera identidad finalmente se revela y los tres se ven obligados a viajar juntos. Terminan desviándose hacia un circo local llamado Freek Land, donde se encuentran con un científico loco llamado Elijah C. Skuggs. El científico y su asistente, Toad, los capturan y los convierten en fenómenos: Julie y Ernie se convierten en siameses y Ricky se transforma parcialmente en un horrible monstruo verde.
Ricky, luchando por adaptarse a su nueva vida, se encuentra con un grupo de monstruos, entre ellos Ortiz el Chico Perro, el artrópodo gigante Gusano, la vaca antropomórfica Vaquero, la Mujer Barbuda y Cabeza de Calcetín. Durante su primer espectáculo, Ricky asombra al público con un monólogo shakespeariano antes de ver a un agente de la E.E.S., saltando del escenario con la esperanza de ser rescatado. Sin embargo, después de que el agente comience a burlarse de él, un enfurecido Ricky le arranca la cabeza y asusta al público.
Al día siguiente, Ricky se entera de que Stuey está vivo e intenta vender su historia, pero el fan es capturado por empresarios de la E.E.S. Ricky intenta escapar, pero es capturado por los secuaces de Skuggs, los ojos de Rastafar, y Skuggs revela que planea mutar a Ricky y usarlo para eliminar a los demás monstruos durante el próximo espectáculo. Ricky, Worm, Julie y Ernie se escabullen al laboratorio de Elijah esa noche y preparan un lote "bueno" de Zygrot que le permitiría controlarse, con la esperanza de usarlo para derrotar a Elijah. Sin embargo, cuando el túnel por el que llegaron al laboratorio comienza a derrumbarse, Ricky tiene que desechar el lote para poder regresar sano y salvo. Sin embargo, durante una reunión entre Elijah y los ejecutivos de la E.E.S., Stuey logra escapar del cautiverio y se escabulle con el Zygrot bueno.
En el espectáculo, con Ricky atado a una silla y los demás fenómenos encerrados en una jaula, Stuey intenta llamar la atención de Ricky, pero un miembro del público le vierte el Zygrot en la cabeza, convirtiéndolo en una versión gigante y grotesca de sí mismo, similar a un trol. Sin embargo, sigue decidido a salvar a Ricky y a los demás fenómenos, derrotando a los ojos rastafaris y, con la ayuda de Julie y Ernie, matando a Toad. Elijah usa el Zygrot en Ricky y lo transforma por completo en un monstruo enorme, y él y Stuey se enfrentan en el escenario. Mientras tanto, los ejecutivos de E.E.S. traicionan a Elijah e intentan robarle su equipo, pero este les dispara con una bazuca Zygrot. Los agentes y ejecutivos se derriten en una masa de carne líquida, transformándose en un zapato carnoso gigante y rugiente.
Ricky casi mata a Stuey, pero reacciona y lo perdona después de que Cowboy le recuerda su conexión de almas gemelas. En cambio, se vuelve hacia Elijah y le rompe la columna. Elijah afirma que si Ricky lo mata, nunca encontrará un antídoto horneado en unos macarrones. Tras contárselo, Ricky le da una patada en la ingle, enviándolo a un tanque de Zygrot 24. Un equipo del FBI llega poco después, tras enterarse de lo que ocurría gracias al artículo de Stuey, salvando a Ricky y a los demás bichos y matando a tiros a Skuggs, quien emerge del tanque con la apariencia de Skye Daley.
Volviendo a la entrevista, se revela que Ricky había vuelto a la normalidad junto con los demás fenómenos después de que todos tomaran antídotos en forma de macarrones, excepto Stuey, Worm (a quien no le gustan los macarrones) y Ortiz (que había estado persiguiendo a una ardilla todo el tiempo). También se revela que el Skye Daley que lo había estado entrevistando es en realidad Skuggs, quien intenta levantarse de nuevo, pero es abatido a tiros por Julie y Ernie. Ricky y Julie se besan y ellos y los demás ex-fenómenos se despiden del público. La película termina con una toma congelada de Skuggs levantándose detrás de ellos para atacar de nuevo.

## Reparto
- Alex Winter: Ricky Coogan
- Randy Quaid: Elijah C. Skuggs
- Brooke Shields: Skye Daley
- William Sadler: Dick Brian
- Alex Zuckerman: Stuey Gluck
- Tom Stern: Hombre # 2/Hombre vaca
- Tim Burns: "Hombre-Sapo"
- Mr. T: La mujer barbuda
- Bobcat Goldthwait: "Hombre-Calcetín"
- Morgan Fairchild: Azafata
- Keanu Reeves: Ortiz, el "hombre perro".

## Doblaje
| Personaje              | Doblaje - México        | Doblaje - España          |
| ---------------------- | ----------------------- | ------------------------- |
| Ricky Coogan           | Salvador Delgado        | Eduardo Gutiérrez         |
| Elijah C. Skuggs       | Martín Soto             | Salvador Aldeguer         |
| Skye Daley             | Rommy Mendoza           | María Antonia Rodríguez   |
| Stuey Gluck            | Eduardo Garza           | Marisa Marco              |
| Ernie                  | José Antonio Macías     | Rafael Alonso Naranjo Jr. |
| Julie                  | María Fernanda Morales  | Chelo Molina              |
| Mujer Barbuda          | Blas García             | Daniel Dicenta            |
| Ortiz, El hombre perro | Herman López            | ¿?                        |
| Aeromoza               | Rocío Garcel            | María Jesús Varona        |
| Hombre Vaca            | Miguel Ángel Ghigliazza | David García Vázquez      |
| Hombre Calcetín        | Roberto Molina          | Abraham Aguilar           |
| Narizón                | Alejandro Illescas      | Ángel Egido               |
| Hombre Sapo            | Humberto Solórzano      | Francisco Andrés Valdivia |
| Hombre Gusano          | Alfonso Ramírez         | Eduardo Moreno            |